# Wilbert Baranco
Wilbert Baranco (* 15. April 1909 in Baton Rouge, Louisiana; † 23. Oktober 1983 in El Cerrito, Kalifornien) war ein US-amerikanischer Jazz-Pianist und Sänger.
Baranco spielte Anfang der 1930er Jahre bei Curtis Mosby und hatte dann bis in die 1940er Jahre eigene Formationen, während des Zweiten Weltkriegs spielte er in Militär-Bands. 1945 nahm er mit Ernie Andrews in Los Angeles auf und hatte ein Trio, in dem der Gitarrist Buddy Harper und auch kurz Charles Mingus spielte. Er begleitete dann Dinah Washington, als sie in Lucky Thompsons All-Stars Band sang (Mellow Mama, auf Delmark Records). Mit früheren Kollegen aus der Army-Band stellte er ein Ensemble namens Wilbert Baranco & His Rhythm Bombardiers zusammen; Aufnahmen entstanden im Januar 1946 u. a. für Black & White Records mit Vic Dickenson, Dizzy Gillespie, Mingus, Howard McGhee, Snooky Young und Willie Smith.
In den 1940er Jahren nahm er noch mit Jackie Kelson und Snooky Young auf; 1947 hatte er ein eigenes Trio. Später arbeitete er als Musikpädagoge, verschwand dann aber aus dem Musikgeschäft.